# Производство товаров посредством товаров
Производство товаров посредством товаров: прелюдия к критике экономической теории  (англ. Production of Commodities by Means Commodities: Prelude to a critique of economic theory) — книга итальянского экономиста Пьеро Сраффы, опубликованная в 1960 году.

## Содержание
Книга включает Предисловие и 3 части (12 глав): 
1. Однопродуктовые отрасли и оборотный капитал (6 глав);
2. Многопродуктовые отрасли и основной капитал (5 глав);
3. Переключение методов производства (1 глава);

а также 4 приложения.

## Идеи
В своей работе П. Сраффа пытается найти субстанцию, выступающую в качестве «неизменной меры ценности», поисками которой занимался Д. Рикардо, и находит её в так называемом «стандартном товаре», способном выражать относительные цены безотносительно к уровню заработной платы или нормы прибыли.
П. Сраффа попутно вводит в анализ понятия «базисный» и «небазисный» товар. В системе Д. Риккардо, по его мнению, своеобразным базисным товаром выступал хлеб (или зерно), который по его мнению, выступал в качестве технического средства для воспроизводства рабочей силы и, соответственно, основы для предоставления услуг труда. По мнению же П. Сраффы в качестве базисного товара может выступать любое капитальное благо. Рабочие же и участки земли напротив относятся к небазисным товарам. В результате П. Сраффа делает вывод, что стандартным товаром является сумма всех базисных товаров, задействованных в экономике. При этом базисные товары участвуют в определении цен товаров и нормы прибыли, а небазисные не оказывают никакого воздействия на этот процесс.
П. Сраффа проводит аналогию между заработной платой на уровне прожиточного минимума и топливом для машин, или пастбищем для крупного рогатого скота. Часть зарплаты, необходимую для приобретения продуктов сверх минимальных потребностей английский ученый называет «прибавочной заработной платой».
Книга достаточно сложна по содержанию и изобилует системами уравнений в духе Леона Вальраса. В монографии отсутствуют рекомендации по практическому применению выводов; автор явно жертвует прагматическими целями в пользу логики изложения. Всё это соответствует стилю работ Д. Рикардо.

## Переводы
- Сраффа П. Производство товаров посредством товаров: прелюдия к критике экономической теории / Пер. с англ. под ред. И. И. Елисеевой. — М.: ЮНИТИ-ДАНА, 1999. — 160 с. — (Сер. «Университетская библиотека»). — ISBN 5-238-00087-1.